# 尚伯克线
尚伯克线是19世纪英國劃定的一條邊界線。英國認為尚伯克线是委内瑞拉和英属圭亚那之间的邊界。該線以罗伯特·赫尔曼·尚伯克的名字命名。此前委內瑞拉和和英属圭亚那之间的邊界就沒有確立。

## 歷史
1835年，罗伯特·赫尔曼·尚伯克來到英属圭亚那考察，並且繪製了當地的地圖。他在地圖上畫了一條他自認為是委內瑞拉與英屬圭亞那之間的邊界。 1840年，他又受英国政府委托勘察英屬圭亚那的边界。 
该线實際上位於英国實際控制区的西邊，而且奥里诺科河河口也被劃在這條線的東邊。 委内瑞拉不承認尚伯克线，並声称英国通過這條線非法侵吞30,000平方英里（80,000平方） 的领土。委内瑞拉声称埃塞奎博河才是該國與英屬圭亞那的邊界。
1886年10月，英国正式宣布尚伯克线為英属圭亚那與委內瑞拉之間的临时边界，1887年2月，委内瑞拉宣佈與英國斷交， 並且呼吁美国出面进行干预。1899年，国际仲裁小组出面確立了委內瑞拉和英屬圭亞那之間的邊界。国际仲裁小组所劃的線與尚伯克线略有偏差。 尚伯克线以東的一些領土被劃給委內瑞拉。 